# 통영 안정사 만세루
통영 안정사 만세루(統營 安靜寺 萬歲樓)는 대한민국 경상남도 통영시 광도면 안정리, 안정사에 있는 건축물이다.
1985년 11월 14일 경상남도의 문화재자료 제145호 안정사 만세루으로 지정되었다가, 2018년 12월 20일 현재의 명칭으로 변경되었다.

## 개요
안정사는 신라 무열왕 1년(654) 원효대사가 벽방산 기슭에 세운 절이다.
만세루는 조선 숙종 12년(1686)에 처음 지었고 헌종 7년(1841)에 고쳐 지어 오늘에 이르고 있다.
앞면 3칸·옆면 2칸 규모를 갖추고 있으며, 문루의 기능은 없이 법회 장소와 종루의 기능으로 사용하고 있다
누각은 일반적으로 절의 중심 건물 앞에 세워 출입의 역할인 문루의 기능과 종을 걸어 놓는 종루의 기능, 법회를 행하는 강당의 기능을 함께 갖는 경우가 많다.
조선시대 경상남도지역에 있던 절에 만들어진 누각의 두드러진 특징을 갖고 있는 건축물이다.

## 참고 문헌
- 통영 안정사 만세루 - 국가유산청 국가유산포털